# Internationale Organisation für erneuerbare Energien

Ratifikationsstatus des Mitgliedsabkommens der Internationalen Organisation für erneuerbare Energien (Stand 3. November 2019):

Die Internationale Organisation für erneuerbare Energien (englisch: International Renewable Energy Agency; Abkürzung: IRENA) mit Hauptsitz in Masdar City in den Vereinigten Arabischen Emiraten ist eine internationale Regierungsorganisation mit dem Ziel der Förderung der umfassenden und nachhaltigen Nutzung erneuerbarer Energien in aller Welt. Sie vereinigt weltweit, staatliche, industrielle, zwischenstaatliche, nichtregierungs und wissenschaftliche Akteure unter einem Dach.
Mit Stand November 2022 sind 169 Staaten und die Europäische Union Mitglied der IRENA. Außerdem befinden sich 15 weitere Staaten im Prozess der Ratifikation des Mitgliedschaftsabkommens. Die Satzung der Organisation trat am 8. Juli 2010 und damit am 30. Tag nach der 25. erfolgten Ratifikation in Kraft (Art. XIX lit. D der Satzung).
Die IRENA-Versammlung wählte Anfang 2019 Francesco La Camera zum nächsten Generaldirektor der IRENA. Von April 2011 bis Anfang 2019 war der Kenianer Adnan Z. Amin Generaldirektor der IRENA. Amin hatte zuvor bereits einige Monate als Interimsdirektor fungiert, nachdem seine Vorgängerin Hélène Pelosse nach nicht einmal anderthalb Jahren im Amt überraschend zurückgetreten war.
Gemeinsam mit der Internationalen Energieagentur (IEA) kommt der IRENA eine herausragende Bedeutung zu Energiefragen im Allgemeinen sowie zu Themen bezüglich der erneuerbaren Energien im Speziellen zu.

## Gründung und Aktivitäten
IRENA wurde am 26. Januar 2009 mit der Unterzeichnung der Satzung durch 75 Staaten in Bonn gegründet. Auf dem ersten Treffen der Vorbereitungskommission (Preparatory Commission), dem vorübergehenden Gremium, durch das IRENA bis zur 25. Ratifizierung der Satzung verkörpert wird, verständigten sich die Signatarstaaten über die Regeln und das Auswahlverfahren des vorläufigen Generaldirektors und des Sitzes von IRENA. Darüber hinaus wurden die Mitglieder aufgerufen, bis zum 30. April 2009 Nominierungen und Bewerbungen für den Sitz und den Generaldirektor einzureichen. Auf dem zweiten Treffen der Vorbereitungskommission am 29. und 30. Juni 2009 in Scharm asch-Schaich (Ägypten) wurde gemeinsam über den Sitz und den Generaldirektor entschieden, danach wird der Sitz der IRENA in Abu Dhabi sein, in Bonn wird der Sitz eines Innovations- und Technologiezentrums eingerichtet, während in Wien ein Verbindungs- und Kontaktbüro zur UN im Bereich Energie und zu anderen internationalen Institutionen entsteht. Bis dahin wurden ein Sitz-, ein Generaldirektor- und ein Verwaltungskomitee ins Leben gerufen, die das zweite Treffen inhaltlich vorbereiten sollen. Weitere Punkte auf der Agenda für Ägypten umfassen die Verabschiedung eines Arbeitsprogrammes, des Budgets und der Finanz- und Personalordnung von IRENA, die für die Übergangsphase in den Jahren 2009 und 2010 Geltung haben werden. Mit Stand vom 27. Juli 2009 hatten 136 Staaten ihren Beitritt zur IRENA erklärt.
Drei Jahre nach Gründung nimmt die Organisation auch auf Grund des schnellen Mitgliederzuwachses an Fahrt auf. In verschiedenen Analysen und Papieren hat IRENA umfassendes Datenmaterial über den weltweiten Ausbau der erneuerbaren Energien zusammengestellt. Neben dem Überblick über die Kostensituation der erneuerbaren Energien 2012 ist vor allem der GlobalAtlas bedeutsam, der in den nächsten Jahren ergänzt und ausgeweitet wird. Dieser liefert Informationen für Investoren über Potentiale der erneuerbaren Energien in verschiedenen Ländern. Auch liegt bereits eine Strategie zum Thema Capacity Building vor, d. h. Informationsvermittlung, Bildung und Ausbildung über erneuerbare Energien.
Gemäß der Studie Remap 2030, die von der IRENA im Jahr 2015 veröffentlicht wurde, wird der Anteil erneuerbarer Energien am weltweiten Energiebedarf bis 2030 auf 21 bis 26 Prozent steigen, je nachdem, wie ambitioniert die politischen Maßnahmen ausfallen.
IRENA veröffentlicht regelmäßig Berichte über die Entwicklung der erneuerbaren Energien. Dem Jahresreport 2014/15 zufolge haben die weltweiten Neu-Investitionen in Erneuerbare Energien die Investitionen im konventionellen Sektor im Jahr 2015 übertroffen. Zugleich trugen sie mit 7,7 Millionen Arbeitsplätzen mehr zur weltweiten Beschäftigung bei als konventionelle Energien.

## Geschichte
Der erste Vorschlag für eine internationale Agentur für erneuerbare Energien wurde 1980 im Bericht der Nord-Süd-Kommission unter dem Vorsitz Willy Brandts gemacht. Ihre Gründung ist seitdem Gegenstand der Bemühungen von Interessensgruppen, insbesondere von Eurosolar, dem Weltrat für erneuerbare Energien (WCRE) sowie der World Wind Energy Association, die sich seit dem Jahr 2003 für die IRENA-Gründung einsetzte. Die österreichische Bundesregierung unter Bundeskanzler Franz Vranitzky schlug 1990 der UN-Generalversammlung eine solche Agentur vor.
Zur Vorbereitung ihrer Gründung fand im April 2008 in Berlin auf Einladung der deutschen Bundesregierung und unter Teilnahme von Vertretern aus 54 Ländern eine Vorbereitungskonferenz statt. Der im Oktober 2010 verstorbene deutsche Politiker Hermann Scheer hatte dabei großen Anteil am Erfolg der Entstehung von IRENA. Bei der abschließenden Vorbereitungskonferenz zur Gründung der Organisation haben sich am 23. und 24. Oktober 2008 in Madrid 51 Staaten über die Satzung dieser neuen weltweiten Organisation verständigt.
Die Umsetzung des gesamten Vorbereitungsprozesses erfolgte durch das Bundesumweltministerium und das Bundesentwicklungsministerium in enger Kooperation mit dem Auswärtigen Amt.

## Beweggründe
Als Gründe für die Errichtung der Organisation werden in einem Grundlagenpapier der Bundesregierung vom 10. April 2008 genannt:
Ein prognostiziertes Anwachsen der Weltbevölkerung bis 2050 auf etwa 9,2 Milliarden Menschen würde bei weiterem Wirtschaftswachstum und Industrialisierung verschiedener Länder dazu führen, dass der weltweite Energiebedarf stark steigt. Nichterneuerbare Energiequellen würden somit noch schneller erschöpft.
Fossile Brennstoffe und Kernkraft würden zudem zunehmend schwieriger zu nutzen sein, es wäre mit steigenden Kosten zu rechnen. Dies würde durch die Entwicklung des Ölpreises in den Jahren 2007 und 2008 belegt. Folge dieser Preissteigerungen wären negative Auswirkungen auf die Zahlungsbilanzen von „Volkswirtschaften mit geringem Einkommen“.
Die globale Erwärmung soll auf höchstens zwei Grad begrenzt werden, dazu sollen „Treibhausgasemissionen bis 2050 gegenüber dem Niveau von 1990 um mindestens 50 %“ gesenkt werden. Damit sollen durch diese Klimaveränderung bedingte wirtschaftliche Verluste gemindert werden. In diesem Zusammenhang wird auf den Stern-Report verwiesen, nach dem sich diese Schäden auf jährlich bis zu 20 % des weltweiten Bruttoinlandsproduktes belaufen könnten.
Als vierter Grund wird der Fakt genannt, dass über 1,6 Milliarden Menschen keinen Zugang zu Elektrizität haben, da deren Integration in bestehende Energienetze unwirtschaftlich wäre. Die ersatzweise verwendeten fossilen Brennstoffe hätten zudem „oft gesundheitsschädliche Folgen“. Das Papier impliziert an dieser Stelle, dass die Errichtung der IRENA zur Lösung dieses Problems beitragen könne.

## Ziele
Gemäß ihrer Satzung ist es IRENAs Ziel, als „treibende Kraft“ den großflächigen und verstärkten Einsatz und die nachhaltige Nutzung von erneuerbaren Energien weltweit zu fördern.
IRENA strebt an, Industrie- und Entwicklungsländer praxisnah zu beraten und zu unterstützen, Hilfestellung bei der Anpassung der ordnungspolitischen Rahmenbedingungen zu leisten und dazu beizutragen, Kompetenzen aufzubauen. Die Agentur wird den Zugang zu sachbezogenen Informationen verbessern, wie zum Beispiel zu zuverlässigen Daten über das Potenzial erneuerbarer Energien, Best-Practice-Darstellungen, effektiven Finanzierungsmechanismen und zum neuesten Stand des technischen Know-how.
IRENA wird umfassende Lösungen entwickeln, die alle Formen von regenerativer Energie einschließen und unterschiedliche Politikansätze auf lokaler, regionaler und nationaler Ebene berücksichtigen. Hierbei wird IRENA die speziellen ökologischen, wirtschaftlichen und soziokulturellen Rahmenbedingungen beachten. Darüber hinaus wird IRENA eng mit Organisationen und Netzwerken, die bereits auf dem Gebiet der erneuerbaren Energien tätig sind, zusammenarbeiten. Auch Akteure der Energiewirtschaft, Hochschulen, öffentliche Institutionen und die Zivilgesellschaft sollen in die Arbeit einbezogen werden.

## Mitglieder

### Industrielle Interessengruppen
- Africa Minigrids Developers Association (AMDA)
- Alliance for Rural Electrification (ARE)
- American Council on Renewable Energy(ACORE)
- Associação Lusófona de Energias Renováveis (ALER)
- Associação Portuguesa de Energias Renováveis (APREN)
- Chinese Renewable Energy Industries Association (CREIA)
- Clean Energy Council (CEC)
- Euroheat & Power (EHP)
- European Heat Pump Association (EHPA)
- European Renewable Energies Federation (EREF)
- Global Off-Grid Lighting Association (GOGLA)
- Global Solar Council (GSC)
- Global Wind Energy Council (GWEC)
- Indian Renewable Energy Federation (IREF)
- International Geothermal Association (IGA)
- International Hydropower Association (IHA)
- RE100 / Climate Group
- RES4Africa Foundation
- SolarPower Europe (SPE)
- Union International de Transport Publique (UITP)
- World Bioenergy Association (WBA)
- World Wind Energy Association (WWEA)

### Zwischenstaatliche Organisationen
- Asia Pacific Energy Research Center (APERC)
- Asian Development Bank (ADB)
- ECOWAS Centre for Renewable Energy and Energy Efficiency (ECREEE)
- Electric Power Council of the Commonwealth of Independent States (EPC)
- European Commission (EC)
- Global Environment Facility (GEF)
- International Energy Agency (IEA)
- International Renewable Energy Agency (IRENA)
- Islamic Development Bank (IsDB)
- Organización Latinoamericana de Energía (OLADE)
- Regional Center for Renewable Energy and Energy Efficiency (RCREEE)
- United Nations Development Programme (UNDP)
- United Nations Environment Programme (UNEP)
- United Nations Industrial Development Organization (UNIDO)
- World Bank (WB)

### Nichtregierungsorganisationen
- Association Africaine pour l’Electrification Rurale (Club-ER)
- CDP
- CLASP
- Clean Cooking Alliance (CCA)
- Climate Action Network International (CAN-I)
- Coalition de Ciudades Capitales de las Americas (CC35)
- Energy Cities Fundación Energías Renovables (FER)
- Global 100% Renewable Energy Platform (Global 100%RE)
- Global Forum on Sustainable Energy (GFSE)
- Global Women's Network for the Energy Transition (GWNET)
- Greenpeace International
- ICLEI – Local Governments for Sustainability
- Institute for Sustainable Energy Policies (ISEP)
- International Electrotechnical Commission (IEC)
- Jeune Volontaires pour l’Environnement (JVE)
- Mali Folkecenter (MFC)
- Power for All
- Renewable Energy and Energy
- Efficiency Partnership (REEEP)

### Wissenschaftliche Institutionen
- AEE – Institute for Sustainable
- Technologies (AEE-INTEC)
- Council on Energy, Environment and Water (CEEW)
- Fundación Bariloche (FB)
- International Institute for Applied Systems Analysis (IIASA)
- International Solar Energy Society (ISES)
- National Renewable Energy Laboratory (NREL)
- National Research University Higher
- School of Economics Russia (HSE)
- South African National Energy
- Development Institute (SANEDI)
- The Energy and Resources Institute (TERI)
- University of Technology Sydney – Institute for Sustainable Futures (UTS-ISF)
- World Resources Institute (WRI)